# Butylated hydroxyanisole
Butylated hydroxyanisole (BHA), hay còn gọi là hydroxy axit, là chất chống oxy hóa bao gồm hỗn hợp của hai hợp chất hữu cơ đồng phân, 2- tert -butyl-4-hydroxyanisole và 3- tert -butyl-4-hydroxyanisole. Nó được điều chế từ 4-metoxyphenol và isobutylen. Nó là một chất rắn dạng sáp được sử dụng làm phụ gia thực phẩm với số E là E320. Công dụng chính của BHA là chất chống oxy hóa và chất bảo quản trong thực phẩm, bao bì thực phẩm, thức ăn chăn nuôi, mỹ phẩm, cao su và các sản phẩm dầu mỏ. Trong mỹ phẩm, hay một số loại sản phẩm chăm sóc da mặt khác, được giới sức khỏe rất quan tâm bởi khả năng chống oxy hóa, làm giảm quá trình lão hóa, chống viêm, chống vi khuẩn và tế bào chết. BHA cũng thường được sử dụng trong các loại thuốc, chẳng hạn như isotretinoin, lovastatin và simvastatin, trong số những loại khác.

## Tính chất chống oxy hóa
Kể từ năm 1947, BHA đã được thêm vào chất béo ăn được và thực phẩm chứa chất béo để có đặc tính chống oxy hóa vì nó ngăn chặn sự ôi thiu của thực phẩm tạo ra mùi khó chịu. Giống như butylated hydroxytoluene (BHT), vòng thơm liên hợp của BHA có khả năng ổn định các gốc tự do, cô lập chúng. Bằng cách hoạt động như những người nhặt rác gốc tự do, các phản ứng tiếp theo của gốc tự do được ngăn chặn.

## Nghiên cứu
Viện Y tế Quốc gia Hoa Kỳ báo cáo rằng BHA được dự đoán một cách hợp lý là chất gây ung thư ở người dựa trên bằng chứng về khả năng gây ung thư trên động vật thí nghiệm. Đặc biệt, khi sử dụng liều cao trong chế độ ăn uống của chúng, BHA gây ra u nhú và ung thư tế bào vảy của dạ dày rừng ở chuột và chuột đồng vàng Syria.  Ở chuột, không có tác dụng gây ung thư;  trên thực tế, có bằng chứng về tác dụng bảo vệ chống lại khả năng gây ung thư của các hóa chất khác.
Khi kiểm tra số liệu thống kê dân số con người, mức tiêu thụ BHA thấp thông thường cho thấy không có mối liên hệ đáng kể nào với việc tăng nguy cơ ung thư. Tuy nhiên, bang California đã liệt kê BHA là chất gây ung thư.
Các loại BHA thường thấy:
Axit salicylic: BHA phổ biến nhất và cũng là BHA mạnh nhất. Tuy nhiên, Axit salicylic không gây kích ứng vì nó có kích thước phân tử lớn cũng như đặc tính chống viêm.
Betaine salicylate: Một BHA có nguồn gốc từ củ cải đường, là một chất thay thế dịu nhẹ hơn cho axit salicylic. Theo một nghiên cứu, nó có hiệu quả tương đương Axit salicylic. (4% Betaine salicylate tương đương với 2% axit salicylic)
Salix alba hoặc chiết xuất vỏ cây liễu: Một BHA tự nhiên chiết xuất từ thực vật yếu hơn 2 dạng BHA trên nên được đánh giá là khó mang lại hiệu quả hơn.